# Contea di Ofu
La contea di Ofu, in inglese Ofu county, è una delle quattordici suddivisioni amministrative di secondo livello, delle Samoa Americane. L'ente fa parte del distretto Manu'a, ha una superficie di 7,21 km² e 289 abitanti.

## Geografia fisica
La contea comprende tutta l'omonima isola nonché l'isolotto Nu'utele.

### Montagne
La contea comprende le seguenti montagne: 
| - Monte Tumu (494 m) - Picco Sunu'itao (233 m) |

### Riserve naturali
- Parco nazionale delle Samoa americane

## Villaggi
La contea comprende soltanto il villaggio Ofu.